# Sosna masztowa
Sosna masztowa (sosna supraska) – ekotyp sosny zwyczajnej. Nazwa sosna supraska pochodzi od miejscowości Supraśl leżącej w centrum Puszczy Knyszyńskiej, gdzie znajduje się drzewostan nasienny tej sosny. 
Ekotyp ten wykształcił się w wyniku doboru naturalnego, ciągłego dostosowywania się do miejscowych warunków klimatycznych i siedliskowych. Charakteryzuje się znaczną wysokością oraz prostą i dobrze oczyszczoną (prawie pozbawioną gałęzi) strzałą. W wieku 150 lat osiąga wysokość ok. 45 m i średnicę ok. 90 cm. W starodrzewiach Puszczy Knyszyńskiej rosną egzemplarze przekraczające 35 m wysokości. Cechują się dobrą jakością techniczną drewna.
Sosna supraska pod względem jakości surowca jest jedną z najlepszych w Europie. Była od wieków przedmiotem handlu z licznymi krajami Europy. Już w XVI wieku spławiano ją rzeką Supraśl do Narwi, a dalej Wisłą do Gdańska. Ceniona ze względu na strzelistość i brak sęków, swego czasu eksportowana była do Anglii i Hiszpanii przede wszystkim na maszty okrętów żaglowych.
Do dziś sosna ta, ze względu na swe cenne własności genetyczne, techniczne i ekologiczne stanowi bardzo cenny obiekt przyrodniczy, hodowlany i gospodarczy.
W Puszczy Knyszyńskiej można natknąć się na stare, okazałe okazy sosny masztowej, na których wiszą drewniane kapliczki. Zgodnie ze starym miejscowym zwyczajem kapliczki te wieszane są w konkretnej intencji, np. ku pamięci osób zaginionych lub członków rodziny. Drzewo, na którym powieszono kapliczkę zostaje tym uświęcone i zgodnie z tradycją nie można go ściąć. Najstarsza zachowana kapliczka znajduje się w muzeum i pochodzi z 1827 roku. W lesie nadal można znaleźć kapliczki pochodzące z drugiej połowy XIX wieku.